# L'Italiano (rivista letteraria)
L'Italiano fu una rivista storico-letteraria, fondata nel 1926 a Bologna da Leo Longanesi. Dal 1933 fu pubblicata a Roma e durò fino al 1942.

## Storia
Il titolo originale doveva essere Il Partigiano; poi, probabilmente su consiglio di Gherardo Casini, Longanesi scelse il titolo definitivo.
La storia della rivista può essere divisa in tre periodi: 1) dal 1926 al 1929; 2) dal 1930 al 1936; 3) dal 1937 al 1942.

### Primo periodo
Sul numero d'esordio, uscito il 14 gennaio 1926 appare, a firma di Gherardo Casini, il programma del nuovo periodico, che si presenta subito come tradizionalista e patriottico, convinto difensore della genuinità paesana tosco-romagnola alle prese con le minacce della civiltà moderna. "L'Italiano" si propone soprattutto «d'impedire l'imborghesimento del fascismo, di sostenerne le finalità rivoluzionarie, di colpire a fondo gli avversari di Mussolini, d'inventare un'arte e una letteratura fasciste».
"I popoli nordici hanno la nebbia, che va di pari passo con la democrazia, con gli occhiali, col protestantesimo, col futurismo, con l'utopia, col suffragio universale, con la birra, con Boekling, con la caserma prussiana, col cattivo gusto, coi cinque pasti e la tisi Marxista.
L'Italia ha il sole, e col sole, non si può concepire che la Chiesa, il classicismo, Dante, l'entusiasmo, l'armonia, la salute filosofica, il fascismo, l'antidemocrazia, Mussolini.
Questo giornale cercherà di dissipare le nebbie nordiche che sono scese in Italia per offuscare il sole che Dio ci ha dato.
(…) La sostanza genuina dell'italiano nuovo noi la dovremo cercare dove non è arrivata la corrompitrice civiltà moderna. E si badi bene che con questo non intendiamo dire della civiltà meccanica, del telefono, del telegrafo, delle strade ferrate, dell'igiene e se si vuole della radiofonia e del cinematografo, ma di quelle forme di vita e di mentalità forestiere che ci si sforza d'adottare fra noi deprimendo le nostre native qualità paesane."
Il direttore del periodico, il giovane Leo Longanesi (avrebbe compiuto 21 anni il 30 agosto), sceglie come sottotitolo «Rivista settimanale della gente fascista». Come per la "sorella" Il Selvaggio, l'impostazione della rivista è basata su un sapiente uso della parte figurativa e iconografica. Mino Maccari, direttore de Il Selvaggio, e Longanesi lavorano insieme esprimendo le loro doti di fini disegnatori e stilisti. Camillo Pellizzi è l'ideologo della rivista: scriveva già, tra il 1924 e il 1925, che «il nazionalismo rappresentava l'estrema destra della mentalità borghese democratica nata dalla Rivoluzione francese e apparteneva perciò alla società che il fascismo voleva superare». Oltre a Pellizzi, L'Italiano ha pochi altri collaboratori: Domenico Giuliotti, Curzio Malaparte ed Ardengo Soffici (che pubblica un suo articolo già sul primo numero). Nel numero 12-13 del 7 ottobre 1926 L'Italiano dichiara la propria avversione alla società moderna contrapponendovi la borghesia ottocentesca, depositaria dei valori della “vera” Italia. Nel numero successivo Longanesi annuncia l'adesione al movimento “Strapaese”.
In questo primo periodo L'Italiano è di tradizionale formato giornale; impaginato su quattro colonne, si distingue per l'eleganza nella composizione, arricchita dall'uso dei disegni (quasi sempre satirici e, nella prima fase, di mano, principalmente, di Longanesi e di Maccari) e per il recupero, divenuto celebre, dei caratteri Bodoni e Aldini, cioè della grande tradizione tipografica italiana. Inizialmente esce con periodicità settimanale; dopo qualche mese diventa stabilmente quindicinale.
Sul n. 3, a pag. 4 appare il celebre slogan, ideato da Longanesi stesso, «Mussolini ha sempre ragione!». La rivista inoltre pubblica i versi scanzonati di Curzio Malaparte, tra cui la famosa Cantata dell'Arcimussolini, apparsa sul n. 7/8/9 del 30 giugno 1927. Tra ottobre e novembre iniziano a scrivere in maniera costante sull'Italiano Giuseppe Raimondi e Vincenzo Cardarelli ex "Rondisti" (La Ronda, pubblicata dal 1919 al 1923, era stata una rivista attorno alla quale era nato un movimento artistico con un programma incentrato sull'indipendenza e l'autonomia dell'arte. I rondisti si richiamavano allo stile del Manzoni e al classicismo del Leopardi). Successivamente cominciano a collaborare altri ex "Rondisti", tra cui Riccardo Bacchelli e Giuseppe Ungaretti. Acqueforti di Giorgio Morandi e disegni di Carlo Carrà ed Ottone Rosai impreziosirono la rivista.
Con Longanesi e Maccari, parteciperanno tutti quanti, nel 1928, alla realizzazione del pregevole Almanacco di Strapaese. Diviso per mesi e arricchito di riflessioni astronomiche, geografiche, storiche e letterarie, fu definito da Indro Montanelli e Marcello Staglieno «il più bell'almanacco mai stampato (e che si stamperà) in Italia». Raccolse testi di Bacchelli, Baldini, Malaparte, Longanesi, Soffici, Maccari, Pea, Lega, Morandi, Ricci, Pellizzi, Volta, Montano, Comisso, Ungaretti, Falqui e Lanza. Si aprì con un'illustrazione recante il motto: "Le speranze di Strapaese sono i ricordi". Nel 1928 appare la rubrica Kodak, nella quale Longanesi mostra per la prima volta il suo interesse per la fotografia e il cinema.

### Secondo periodo
Con il numero del 9 gennaio 1930 si riduce il formato e aumenta il numero delle pagine, che passano da quattro a dodici. Longanesi sceglie come nuovo sottotitolo «Foglio quindicinale della rivoluzione fascista». Inizia la serie dei «Ritratti»; nascono nuove rubriche: Barnum Museum (una critica alla cultura ufficiale: il Museo offre del mondo l'immagine parziale, incompleta, dei «pezzi forti»); I Misteri dell'Italia (le persone comuni scrivono ai potenti) e Magazzino. Le altre rubriche fisse sono:
- Le Jardin des Hommes, notizie varie e curiose riprese dagli altri giornali;
- Cronaca dei libri e delle riviste, recensioni delle novità letterarie, pubblicate in Italia e all'estero. A recensire furono principalmente Leo Longanesi, Giovanni Ansaldo e Marcello Cora[10]. Sono scarse le recensioni di raccolte poetiche. Il motivo lo spiega lo stesso Longanesi: «La poesia, in Italia, è un problema da risolvere come quello del Mezzogiorno: di tanto in tanto qualche valoroso tenta la disperata impresa, ma il problema resta insoluto»[11].

Longanesi riserva a sé una rubrica: L'œil de bœuf ("L'occhio di bue") in cui analizza un'immagine fotografica particolarmente interessante corredandola con un commento. Longanesi è affascinato dall'imparzialità e oggettività dell'obiettivo («Le macchine non hanno idee»). Allo stesso tempo è consapevole che una fotografia può sia restituire un'immagine superficiale della realtà ma è anche in grado di scorgere la falsità nei volti delle persone e di smascherarne l'ipocrisia.
Nel 1929 Camillo Pellizzi si era trasferito a Londra, come corrispondente del Corriere della Sera. Nei primi anni Trenta Giovanni Ansaldo lo sostituisce come ideologo e ispiratore della rivista. L'avvio della partecipazione di Ansaldo coincide con la fine della fase strapaesana dell'Italiano, che sposta il centro della sua attenzione verso la letteratura. Il suo primo contributo, non firmato, risale all'aprile 1931. Firma i propri articoli come Stella Nera. Il principale collaboratore di Longanesi è Giovanni Comisso, che ha esordito sulla rivista nel 1927 e pubblica articoli su temi eterogenei, dalla narrativa ai reportage
Su numero 10 del 1931 L'Italiano dedica un numero monografico a Giorgio Morandi, che riscuote grandi apprezzamenti. Dopo di esso Longanesi si dedicherà sempre più ai numeri unici, costruiti attorno a inserti fotografici "di grande bellezza e intensità". Dal marzo dello stesso anno la rivista esce in formato quaderno (18 per 24,5 cm), con una foliazione aumentata a quaranta pagine. La periodicità passa da quindicinale a mensile (il sottotitolo cambia di conseguenza in «Foglio mensile della rivoluzione fascista»). Fino al 1930 Longanesi aveva dato un taglio politico all'Italiano. Quell'anno la politica esce dal periodico, che diventa una raffinata rivista d'arte e letteratura: spicca l'uso di caratteri bodoniani e corsivi, con ricche illustrazioni. La pubblicità appare su pagine rosa e verdi. Nel numero di gennaio 1932 appaiono le prime fotografie. Da quell'anno la rivista viene stampata su carta lucida; inoltre una sovraccoperta a colori arricchisce la pubblicazione.
Sempre nello stesso anno Longanesi si trasferisce a Roma, dove porta anche la direzione della rivista. Nel 1933 il doppio fascicolo di gennaio-febbraio è tutto dedicato al cinema. Il saggio forse più interessante è Il comico nel cinema di Charlie Chaplin sulle regole fondamentali del comico filmico. Nel numero speciale compaiono due articoli di Longanesi, a dimostrazione dell'interesse del giornalista per tale forma d'arte. Nel primo ricostruisce la (allora) Breve storia del cinema italiano, nel secondo pezzo esprime il suo giudizio critico sul cinema italiano contemporaneo (Film italiano). 
D'accordo con Ansaldo, Longanesi decide di aprire l'Italiano ai migliori giovani scrittori: Alberto Moravia, Elsa Morante, Vitaliano Brancati, Dino Buzzati, Antonio Benedetti, Mario Soldati, Guglielmo Martucci, Mario La Cava, Mario Tobino. Secondo Eugenio Montale L'italiano riporta quanto di meglio e di più audace la fronda fascista potesse esprimere in quegli anni.
Compaiono anche le prime traduzioni di autori stranieri contemporanei. Predominano gli autori francesi: Émile-Auguste Chartier, Jean Giono, André Gide, Julien Green, Jean Cocteau, Blaise Cendrars, Georges Seurat. In secondo luogo gli scrittori di lingua tedesca (della traduzione di Mattinata a Schönbrunn di Joseph Roth si occupò personalmente Ansaldo). Notevole anche la presenza nordamericana: William Faulkner, William Saroyan, John Fante. Longanesi mostra di apprezzare anche gli autori russi dell'Ottocento. Ne è testimonianza la pubblicazione di un racconto di Puskin (Il moro di Pietro il Grande) e di alcune pagine di Dostojevskij. Inoltre il terzo numero del 1931 è monografico e dedicato alla letteratura russa. Tra i racconti usciti sulle pagine della rivista longanesiana figura anche I sicari, firmato da uno scrittore ancora poco conosciuto in Italia, Ernest Hemingway.
La frequenza mensile salta più volte: per preparare il numero «L'italiano in guerra. 1915-1918» (L'Italiano n. 25-26, aprile 1934), Longanesi impiega un anno e mezzo. 
Nel periodo che intercorre dalla seconda metà del 1935 fino al dicembre del 1936 «L'Italiano» dedica il suo massimo impegno nella pubblicazione di inediti di giovani scrittori. Racconti e romanzi prendono il sopravvento su tutti gli altri generi di articoli. Escono: Scirocco di Vitaliano Brancati e La spada di Dino Buzzati. Nel dicembre del 1936 Longanesi chiude l'anno con un numero monografico, quasi interamente dedicato al disegno caricaturale. «Mentre le vecchie vignette di Caran d'Arche, di Willette, di Leandre contro gli inglesi stavano riapparendo sui quotidiani italiani, Longanesi pubblicò di quegli autori caricature senza riferimenti politici; ma pose loro accanto disegni di Galantara, odiatissimo da Mussolini, ed altri degli antinazisti Otto Dix e George Grosz».

### Terzo periodo
Longanesi, impegnato nella realizzazione di un settimanale d'attualità (Omnibus, il cui primo numero uscirà il 3 aprile 1937), dedica sempre meno tempo a L'Italiano. La rivista prosegue le pubblicazioni, con irregolarità, uscendo una o due volte all'anno, con fascicoli antologici tripli o quadrupli.
Il 1939 è il 14º anno di pubblicazione. Curiosamente, però, Longanesi mantiene fisso l'anno sul 13. E sarà così fino alla fine. La circostanza può essere spiegata con la grande delusione - professionale e personale - dovuta alla cancellazione di Omnibus, che avviene appunto all'inizio del 1939.
Nel 1941 esce un numero unico (settembre-ottobre, intitolato «Ricordo del Positivismo»). Il fascicolo offre una precisa descrizione degli usi e costumi nazionali, accompagnata dal «Piccolo dizionario borghese», una storia delle vicende nazionali dal 1880 al 1941 firmata a quattro mani con Vitaliano Brancati.
L'ultimo numero de L'Italiano porta la data di novembre-dicembre 1942.

## L'Italiano Editore
Nel 1927 «L'Italiano» diventa anche una casa editrice. Col nome L'Italiano Editore in Bologna, Longanesi pubblica Pane bigio di Telesio Interlandi (1927, prefazione di Vincenzo Cardarelli); La ruota del tempo. Scritti d'occasione di Riccardo Bacchelli (1928); Domenico Giordani. Avventure di un uomo casalingo di Giuseppe Raimondi; La dolce calamita ovvero La donna di nessuno (1929) e La Vecchia del Bal Bullier (1934, con illustrazioni di Mino Maccari) di Antonio Baldini; Il Perdigiorno, con una lettera a gli amici della Ronda di Lorenzo Montano; Il sole a picco, con disegni di Giorgio Morandi) di Vincenzo Cardarelli (1929), opera vincitrice del Premio Bagutta; L'almanacco di Strapaese, ossia Il centogusti per l'anno MCMXXIX compilato dai due nani di Strapaese; Campane del Ticino di Rosetta Parini Colombi (1931);  Linoleum. Incisioni di Mino Maccari (1931 e 1934); Roma in selci, disegni (1934, con uno scritto di Antonio Baldini e un sonetto inedito del Belli) di Amerigo Bartoli; I Cattolici (1935, traduzione di Domenica Giuliotti) di Julien Green; Tavole (1939) di Gigiotti Zanini. La sede della società era quella della rivista. L'attività della casa editrice terminò dopo il trasferimento di Longanesi a Roma, nel maggio 1932.

## Direttore
- Leo Longanesi (14 gennaio 1926 - novembre 1942)[33]

## Pagine scelte
- L'Italiano Anno-I Numero-1.
- L'Italiano-Supplemento al N° 14-15.
- Articolo di Giuseppe Ungaretti.
- Articolo di Leo Longanesi.
- Articolo di Mario Praz.
- Nuova serie, Numero 1.